# Wachthuisjes van paleis Soestdijk
De twee wachthuisjes van Paleis Soestdijk zijn een rijksmonument bij de toegang van Paleis Soestdijk aan de Amsterdamsestraatweg. De huisjes werden als schuilplaats gebruikt door de marechaussee die het paleis bewaakte.
De wachthuisjes staan links van de linker inrit en rechts van de rechter inrit van het paleis. Boven de gemetselde bakstenen plint bevinden zich verticale houten rabatdelen. Aan de voorzijde zijn de huisjes open. In de zijgevels en in de achtergevel is een venster met kruislings geplaatste roeden aangebracht. 